# NGC 4795
NGC 4795 é uma galáxia espiral barrada (SB0-a) localizada na direcção da constelação de Virgo. Possui uma declinação de +08° 03' 58" e uma ascensão recta de 12 horas, 55 minutos e 02,8 segundos.
A galáxia NGC 4795 foi descoberta em 23 de Janeiro de 1784 por William Herschel.